# Stazione di Siliqua
Stazione di Siliqua vasútállomás Olaszországban, Szardínia régióban, Siliqua településen.

## Vasútvonalak
Az állomást az alábbi vasútvonalak érintik:
- Decimomannu-Iglesias-vasútvonal

## Kapcsolódó állomások
A vasútállomáshoz az alábbi állomások vannak a legközelebb: 
- Stazione di Villaspeciosa-Uta
- Stazione di Musei